# 安德洛尼卡三世
安德洛尼卡三世·巴列奥略（希臘語：Ἀνδρόνικος Γ' Παλαιολόγος；1297年3月25日—1341年6月15日）是巴列奥略王朝的拜占庭帝国的皇帝，於1328年至1341年在位。
安德洛尼卡三世年輕時爭風吃醋，殺了弟弟，導致父親米海爾九世於1320年傷心離世。他與祖父安德洛尼卡二世因帝位紛爭而起的两安德洛尼卡战争。安德洛尼卡二世與塞爾維亞君主斯特凡·烏羅什三世聯手，而安德洛尼卡三世則與保加利亞君主米哈伊尔·希什曼聯手。1328年，安德洛尼卡三世的勢力佔領君士坦丁堡，安德洛尼卡二世退位。
安德洛尼卡三世因年輕時縱慾弄壞身體，45歲即病逝。

## 家庭
安德洛尼卡三世的第一任妻子是不伦瑞克的伊琳娜。他们育一子，早夭。伊琳娜于1324年去世。
他的第二任妻子是萨伏依的安娜，他们于1326年成婚。其子女包括：
- 玛丽亚·巴列奥略（后改名艾琳娜，1327年－1356年后），嫁给保加利亞的米海爾·阿森四世（英语：Michael Asen IV of Bulgaria）
- 约翰五世（1332年－1391年），拜占庭皇帝
- 米海尔·巴列奥略（英语：Michael Palaiologos (son of Andronikos III)）（1337年－1370年前），专制君主
- 艾琳娜·巴列奥略（后改名玛丽亚，？－1384年），嫁给弗朗切斯科一世·莱斯博斯（英语：Francesco I Gattilusio）

此外， 他还有一位私生女伊琳娜，嫁给特拉比松皇帝瓦西里。